# 仁寿 (大理)
仁寿（じんじゅ）は、雲南に興った後理国の段智祥の時代に使用された元号。1230年 - 1238年。